# Spreti
La famiglia Spreti è una famiglia aristocratica italo-bavarese originaria di Ravenna nell'XI secolo e in Baviera dal XVII secolo.

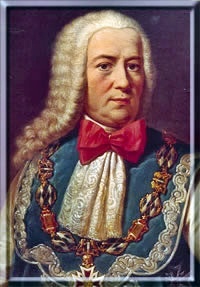
Hieronymus von Spreti

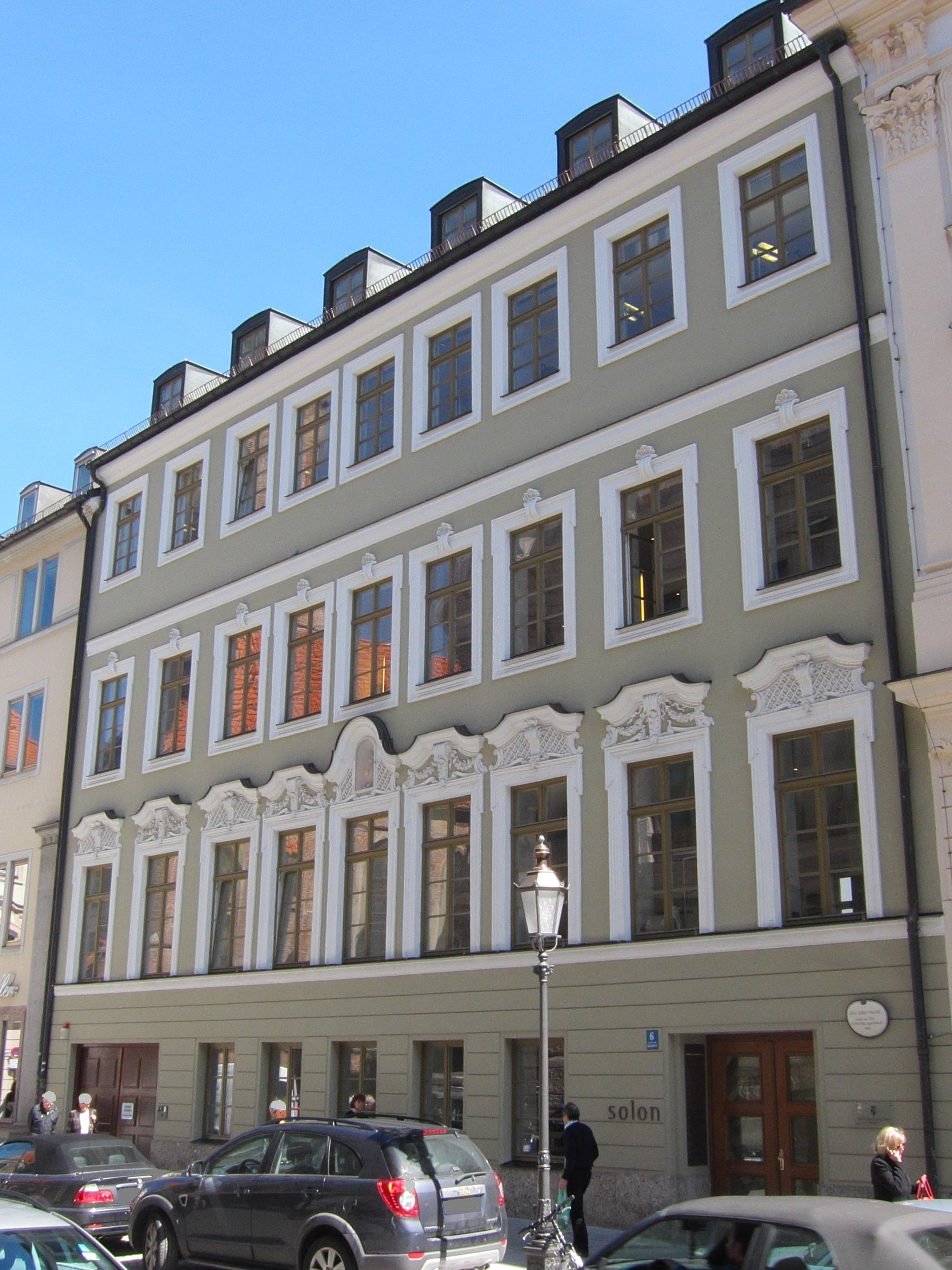
Palazzo Spreti a Monaco di Baviera

## Storia

### In Italia
Il primo Spreti documentato fu Arardo Spreti intorno al 1130. La famiglia aveva nei propri ranghi vescovi, studiosi e soldati. Palazzo Spreti, costruito da Francesco Fontana nel centro di Ravenna e inaugurato nel 1711, è stato venduto nel 2008.

### In Baviera
Urbano VII Spreti (nato nel 1609 a Ravenna), prestò servizio come ufficiale nel reggimento di cavalleria del colonnello Aldobrandini, partecipò alla battaglia di Nördlingen nel 1634 e morì a Monaco senza eredi.
Giovanni Girolamo Spreti (* 1654 a Ravenna, † 1694 ibid) fu educato a Monaco, fu ufficiale bavarese e francese, tornò a Ravenna intorno al 1691 e morì senza eredi.
Il primo portatore di nome residente permanente in Baviera e capostipite della famiglia locale fu Hieronymus von Spreti (1695–1772) di Ravenna. Venne alla corte bavarese come paggio nel 1703 e nel 1711 fu riconosciuto in Baviera il titolo italiano di conte. Più tardi avanzò a ciambellano , capo maestro di cucina e tenente maresciallo di campo. Spreti sposò la dama di corte Maria Caroline Charlotte von Ingenheim (1704–1749) nel 1723.

## Membri illustri
- Rodolfo Spreti (XIII secolo), militare al servizio dell'imperatore Enrico VI di Svevia
- Pomponio Spreti († 1652), vescovo di Cervia 1646–1652
- Romualdo Spreti († 1719), ammiraglio e cavaliere dell'Ordine di Santo Stefano papa e martire
- Camillo Spreti (1658–1727), vescovo di Cervia 1709–1727
- Hieronymus von Spreti (1695–1772), ciambellano bavarese e tenente feldmaresciallo
- Maximilian von Spreti (1766–1819), generale bavarese
- Heinrich von Spreti (1868–1944), funzionario tedesco, presidente distrettuale della Svevia
- Rudolf Graf von Spreti (1883–1955), ufficiale bavarese, cavaliere e capo della "scuderia Waldfried"
- Vittorio Spreti (1887-1950), storico
- Karl Graf von Spreti (1907–1970), politico della CSU
- Adolf Graf von Spreti SVD (1907–1994), religioso, segretario generale della Società del Verbo Divino
- Hans Erwin von Spreti-Weilbach, anche: Hans Joachim von Spreti-Weilbach (1908–1934), politico tedesco
- Franz Graf von Spreti (1914–1990), politico bavarese della CSU